# Кропотовы
Кропотовы — древний русский дворянский род.
Род внесён в VI часть родословных книг Московской и Саратовской губерний.

## История рода
Предок фамилии — Юрий Кропотовский, в древние времена выехал в Россию из Польши и пожалован вотчинами.
Родоначальник Юрий Андреевич Кропотов, служил при Иване Грозном полковым головой в ливонском походе.  Его потомки Иван и Семён писаны в числе городовых дворян и детей боярских с поместным окладом (1581).
Представители рода служили в Кашире, а пятеро из них были стольниками. Гавриил Семёнович (?—1730) был главным командиром «у заведения Украинской линии» и генерал-поручиком, Иван Иванович Кропотов — президентом вотчинной коллегии (1670—1735). Его сын Иван (1724—1769), был полковником и дважды посланником в Китае. Двое Кропотовых были убиты (1704) в сражении со шведами.

## Описание герба
В щите, имеющем серебряное поле изображена дева в короне с поднятыми руками, сидящая на медведе, идущем в правую сторону.
Щит увенчан дворянскими шлемом и короной. Намёт на щите серебряный, подложенный красным. Герб рода Кропотовых внесён в Часть 6 Общего гербовника дворянских родов Всероссийской империи, стр. 32.

## Известные представители
- Кропотов Василий Семёнович — каширский городовой дворянин (1627—1629).
- Кропотовы: Максим и Гаврила Семёновичи — стольники царицы Прасковьи Фёдоровны (1686—1692).
- Кропотов Семён Иванович — стряпчий (1676), стольник (1680—1692).
- Кропотов Прохор Васильевич — стряпчий (1677), стольник (1678), казнён за воровство (август 1679).
- Кропотовы: Никита Афанасьевич и Василий Иванович Большой — стряпчие (1692).
- Кропотовы: Иван Смирново, Степан и Василий Афанасьевичи — московские дворяне (1672—1692)[4].
- Гавриил Алексеевич Кропотов (1749—1808) находился в военной службе, кавалер ордена Святого Георгия 4-й степени, тайный советник и сенатор.